# Lukavec (Litoměřicei járás)
Lukavec település Csehországban, a Litoměřicei járásban. Lukavec Keblice, Siřejovice és Lovosice településekkel határos. Lakosainak száma 368 fő (2024. január 1.).

## Népesség
A település lakosságának változását az alábbi diagram mutatja:
| Lakosok száma | 472  | 465  | 615  | 456  | 380  | 309  | 357  | 356  | 383  | 368  |
|               | 1869 | 1890 | 1921 | 1950 | 1980 | 2001 | 2017 | 2019 | 2022 | 2024 |